# I Like to Move It
I Like to Move It — пісня американського хіп-хауз-дуету Reel 2 Real. Пісня є другим синглом з їхнього альбому Move It! і була опублікована в 1993 році. Пісня включена в саундтрек до фільму Мадагаскар (2005), де її виконує Саша Барон Коен.
Пісня була в чарті US Billboard Hot 100 в 1994 році, досягнувши 89-е місце, і того ж року досягла п'яте місце в UK Singles Chart. Пісня стала великим хітом у Бельгії, Франції, Нідерландах та Зімбабве. У чарті Billboard Dance Club Play досягла восьмого місця.

## Список треків
Сингл CD
1. I Like to Move It (Radio Edit) — 3:52
2. I Like to Move It (More's Instrumental) — 3:57

Maxi CD
1. I Like to Move It (Radio Edit) — 3:52
2. I Like to Move It (UK Vocal House Remix) — 5:47
3. I Like to Move It (UK Moody House Remix) — 5:05
4. I Like to Move It (Reel 2 Real Dub) — 4:25

## Нагороди
| Рік  | Видавець                   | Країна          | Нагорода                                                        | Місце | Джерело |
| ---- | -------------------------- | --------------- | --------------------------------------------------------------- | ----- | ------- |
| 1995 | International Dance Awards | Велика Британія | Tune of the Year                                                | 1     | [ 2 ]   |
| 2011 | MTV Dance                  | Велика Британія | The 100 Biggest 90's Dance Anthems of All Time                  | 53    | [ 3 ]   |
| 2013 | Vibe                       | США             | Before EDM: 30 Dance Tracks From The '90s That Changed The Game | 23    | [ 4 ]   |
| 2018 | Dotdash Meredith           | США             | The Top 100 Best Party Songs of All Time                        | 73    | [ 5 ]   |